# Eupetersia arnoldi
Eupetersia arnoldi är en biart som beskrevs av Blüthgen 1928. Eupetersia arnoldi ingår i släktet Eupetersia och familjen vägbin. Inga underarter finns listade i Catalogue of Life.